# Martin Järborg
Martin Bo Järborg, född 30 mars 1979 i New York, USA är en svensk journalist och programledare på TV4. Hans farfar är utrikeskorrespondenten Bo Järborg.
Martin Järborg är uppvuxen i en diplomatfamilj och bodde som barn i bland annat New York, Islamabad, Warszawa och London. Efter påbörjad juridikutbildning på Stockholms universitet, bytte Martin inriktning och studerade journalistik på JMK i Stockholm. 
Han började på Radiosporten som praktikant år 2002. Sedan 2004 är han anställd på TV4 där han bland annat ledde segmentet Kanon & Kalkon. I början av 2020 tog han över som programledare i Nyhetsmorgon på TV4 efter Jesper Börjesson. I februari 2025 meddelades att han tar över programledarrollen för höstsäsongerna av TV-programmet Robinson efter Petra Malm. Programmet skall sändas under hösten 2025 med start i oktober. 